# Liste der Museen in Aschaffenburg
Die Liste der Museen in Aschaffenburg gibt einen Überblick über aktuelle und ehemalige Museen in der kreisfreien Stadt Aschaffenburg in Bayern.

## Aktuelle Museen
| Museum                                 | Sammlungsgebiet           | Beschreibung | Träger                                  | Standort                    | Bild                               | Link |
| -------------------------------------- | ------------------------- | --- | --------------------------------------- | --------------------------- | ---------------------------------- | ---- |
| Christian Schad Museum                 | Kunst von Christian Schad | Das Christian Schad Museum beleuchtet auf Basis eines umfassenden Nachlasses Leben und Werk des Künstlers Christian Schad beginnend mit der Dada-Bewegung und Expressionismus bis hin zu den Experimenten in der Kunst nach 1945 (Magischer Realismus). Das Museum befindet sich im ehemaligen Jesuitenkolleg in der Pfaffengasse.                                                              | Stadt Aschaffenburg                     | Ehemaliges Jesuitenkolleg   | weitere Bilder                     |      |
| Gentil-Haus                            | Kunstgeschichte           | Im ehemaligen Wohnhaus des Industriellen und Kunstsammlers Anton Gentil findet sich eine einzigartige Sammlung an Gemälden, mittelalterlichen Skulpturen und Altären, Volkskunst, Ostasiatika sowie Kunst der Moderne. | Stadt Aschaffenburg                     | Grünewaldstraße 20          | weitere Bilder                     |      |
| KirchnerHAUS Museum                    | Expressionismus           | Das Kirchnerhaus ist das ehemalige Geburtshaus des Künstlers Ernst Ludwig Kirchner und wird seit 2013 als Ausstellungshaus betrieben. Eine Sammlung dokumentiert Kirchners Kindheit in Aschaffenburg und deren Einfluss auf sein Leben und Werk. Wechselausstellungen zeigen Werke Kirchners und seines künstlerischen Umfelds und informieren über den aktuellen Stand der Kirchner-Forschung. | Verein Kirchnerhaus Aschaffenburg e. V. | Kirchnerhaus                | weitere Bilder                     |      |
| Museum Jüdischer Geschichte und Kultur | Jüdische Kultur           | Die Dauerausstellung zur Geschichte der ehemaligen jüdischen Gemeinde in Aschaffenburg spannt seit 1983 im ehemaligen Rabbinatshaus am Wolfsthalplatz in der Traibgasse den Bogen von der Erwähnung der ersten jüdischen Synagoge im Jahr 1267 bis zur Zeit der Verfolgung im Nationalsozialismus.                                                                                              | Stadt Aschaffenburg                     | Ehemaliges Rabbinatsgebäude | weitere Bilder                     |      |
| Naturwissenschaftliches Museum         | Naturkunde                | Der Schönborner Hof in der Wermbachstraße beherbergt seit 1970 die naturkundlichen Sammlungen der Stadt mit Objekten der heimischen Flora und Fauna, eine Auswahl exotischer Tiere und Pflanzen sowie eine umfassende geologische und mineralogische Funde des Spessartgebietes. | Stadt Aschaffenburg                     | Schönborner Hof             | weitere Bilder                     |      |
| Pompejanum                             | Archäologie               | Das Pompejanum, eine idealtypische Nachbildung eines römischen Wohnhauses aus Pompeji, beherbergt eine Sammlung originaler römischer Kunstwerke aus den Beständen der Staatlichen Antikensammlungen und der Glyptothek in München. | Bayerische Schlösserverwaltung          | Mainhochufer                | weitere Bilder                     |      |
| Schlossmuseum Aschaffenburg            | Stadtgeschichte           | Seit 1972 sind im Schloss Johannisburg Objekte der städtischen Sammlungen (u. a. europäisches Kunsthandwerk, Stadtgeschichte, Skulpturen aus der Werkstatt Hans Junkers) ausgestellt. 2007 kam eine Auswahl zeitgenössischer Kunst aus der Region dazu. | Stadt Aschaffenburg                     | Schloss Johannisburg        | weitere Bilder                     |      |
| Staatsgalerie im Schloss Johannisburg  | Kunst                     | Die Staatsgalerie Aschaffenburg zeigt im Schloss Johannisburg Gemälde aus den Kurmainzischen Sammlungen und der Gemäldesammlung des Mainzer Dompropstes Hugo Franz v. Eltz sowie altdeutsche Tafelbilder aus der Aschaffenburger Stiftskirche. | Bayerische Staatsgemäldesammlungen      | Schloss Johannisburg        | Schloss Johannisburg von Südwesten |      |
| Stiftsmuseum der Stadt Aschaffenburg   | Geschichte, Kunst         | 1934 eröffnete das Museum im neu gestalteten ehemaligen Stiftskapitelhaus am Stiftsplatz unter dem Namen „Spessartmuseum“. Höhepunkt ist der mittelalterliche Stiftsschatz mit dem berühmten Magdalenenaltar aus der Werkstatt Lukas Cranach dem Älteren. | Stadt Aschaffenburg                     | Ehemaliges Stiftsgebäude    | weitere Bilder                     |      |